# Boschetto a tasso presso Montecavallo
Boschetto a tasso presso Montecavallo este o arie protejată (arie specială de conservare — SAC, sit de importanță comunitară — SCI) din Italia întinsă pe o suprafață de 479 ha, integral pe uscat.

## Localizare
Centrul sitului Boschetto a tasso presso Montecavallo este situat la coordonatele 42°57′55″N 12°58′02″E / 42.9653°N 12.9671°E.

## Înființare
Situl Boschetto a tasso presso Montecavallo a fost declarat sit de importanță comunitară în iunie 1995 pentru a proteja 1 specie de plante. Situl a fost protejat și ca arie specială de conservare în decembrie 2016.

## Biodiversitate
Situată în ecoregiunea continentală, aria protejată conține 6 habitate naturale: Pajiști uscate seminaturale și facies de acoperire cu tufișuri pe substraturi calcaroase (Festuco-Brometalia) (* situri importante pentru orhidee), Formațiuni de Juniperus communis pe lande sau pajiști calcaroase, Păduri de fag din Apenini cu Taxus și Ilex, Liziere de ierburi înalte hidrofile de câmpie și de nivel montan până la alpin, Pseudostepă cu ierburi și specii anuale de Thero-Brachypodietea, Pajiști alpine și subalpine calcaroase.
La baza desemnării sitului se află o specie protejată de  plante: Himantoglossum adriaticum